# 刘清潭
刘清潭（8世纪？—779年），唐朝宦官，后来改名刘忠翼。
刘清潭与左卫将军董秀都被唐代宗宠信。贪污资财巨万。陈少游纳赂于刘清潭、骆奉先、吴承倩。唐代宗即位，以史朝义未灭，派刘清潭结好回纥登里可汗。大历六年（771年）正月，回纥使者在鸿胪寺出坊市掠人子女，以三百骑犯金光门、朱雀门。皇城诸门尽闭，代宗派刘清潭宣慰回纥。刘清潭请立独孤贵妃为皇后，与兵部侍郎黎干危害太子李适。大历十三年（778年）五月，刘清潭赐名刘忠翼，晋升为特进。李适即位为唐德宗，大历十四年（779年）五月，将黎干、刘忠翼除名长流。赐死蓝田驿。七月，因为雄侈逾制，朝廷将元载、马璘、刘忠翼的宅第摧毁。